# Concha Gay
Concepción Gay (Olmedo, Valladolid) es una artista feminista  española, conocida como Concha Gay, especializada en la escultura realizada para espacios públicos en los que utiliza diversidad de materiales principalmente el hierro y el bronce.

## Trayectoria profesional
Estudió en la Escuela de Artes Aplicadas y Diseño de Valladolid.

En el ámbito de la escultura pública, y por las limitaciones intrínsecas de este apartado artístico, recurre a elementos de extrema dureza como el hierro y el bronce, dejando para obras de interior la construcción de obras  con todo tipo de materiales, madera, hierro policromado, bronce, poliéster e incorporando nuevos materiales.
"He utilizado todo tipo de materiales como papel, hojas, plumas, plata sulfurada o huellas dactilares. Mi intención ha sido jugar con lo simbólico."
En la escultura pública, desarrolla un catálogo formal muy amplio, sin las limitaciones que el encargo conlleva y así vemos obras de pura abstracción en el mismo catálogo que otras en donde la figura humana se constituye eje de la obra.
Además de su producción artística, en el año 2004 fundó junto a Javier Redondo el proyecto  arte-EDICIONES, una editorial independiente que fusiona obra gráfica y escritura. Una veintena de obras figuran ya entre los títulos de sus diversas colecciones.
Coordinadora de la Sala de Exposiciones del Palacio Pimentel, sede de la Diputación de Valladolid.
Comprometida con la situación actual de los artistas, es socia fundadora de la Asociación de Artistas Visuales Agrupados de Castilla y León AVA desde  el año de su creación en 2007.
Presidenta de la Asociación de Artistas Visuales Agrupados de Castilla y León AVA.

## Obras
Suyas son las sirenas de la plaza Martí y Monsó, así como los relieves que decoran una de las Salas de los nuevos Juzgados de Valladolid y la Casa Cervantes.  

### Relación de exposiciones individuales
- 1982. Exposición Sala Alonso Berruguete. Caja Ahorros Popular. Valladolid 1984.- Exposición de Escultura. Caja España. Valladolid
- 1985.- ESPACIOS DE TONO INTERIOR. Exposición escultura con música original de Emiliano Allende. Palacio del Almirante. Medina del Campo (Valladolid).
- 1986.- CLAVES DE UN SILENCIO IMAGINADO. Exposición de Escultura, con música original de Emiliano Allende e interpretada por el Cuarteto Alcores, de la Orquesta Ciudad de Valladolid..
- 1989.- Exposición de Escultura. Sala Fuente Dorada. Caja España. Valladolid
- Exposición escultura. Sala de Cultura El Cano. Bilbao
- 1991.- Exposición de Escultura. Sala Castilla. Valladolid
- 1994.- Pintura y escultura. Galería Martín Brezmes. Zamora
- Pintura y Escultura. Galería José Cataluña. Santander.
- 1996.- HUMANO DE SU MANO. Sala Luis Vélez. Medina del Campo (Valladolid)
- 1999.- LA ISLA DE MI MEMORIA. . Itinerante. Salas de Caja España. León, Bembibre, La Bañeza, Veguellina de Orbigo, Palencia, Toro, Ponferrada, y Valladolid.
- 2003.- Pintura y escultura. Galería Lorenzo Colomo. Valladolid[7]
- 2007.- "Simbología, palabras y signos", Galería de Arte El Cantil, Ermita Nuevo Molino, Puente Arce, Cantabria
- 2012. "Rastros. Memoria de futuro", Espacio DiLab, Urueña, Valladolid[8]
- 2013. "Una mirada desde la palabra", proyecto arte Ediciones, Fundación de Artes del Grabado y la Estampa Digital, Riveira, La Coruña
- "Rastros. Memoria del Futuro", Espacio Dilab, Urueña, Valladolid.[9]
- 2018. "Naturaleza y Símbolo" Palacio Pimentel. Valladolid.[10]

### Exposiciones colectivas
Es una dinamizadora cultural en su tierra, a través de las innumerables exposiciones colectivas en las que ha participado, en instituciones y espacios privados, principalmente en su tierra donde es galardonada y reconocida su trayectoria artística con un homenaje en el año 2019

### Espacios públicos
- EN DIÁLOGO. Parque del Encuentro. Serrada. ( Valladolid).
- VELETA. Centro de las Aves de Villafafila. Zamora. Relieve. Nuevos Juzgados de Valladolid.
- BOSQUE. Atrio de la Iglesia de Castronuevo de Esgueva ( Valladolid).
- SIRENAS. Monumento para la Fuente de la Plaza Martí y Monsó. Valladolid.

## Premios y distinciones
- 1982. Accésit III Premio Regional Tordesillas, Tordesillas, Valladolid
- 1984. III Premio "Villa de Parla, Parla, Madrid
- 1992. Beca de Creación Plástica, Diputación de Valladolid
- 1997. Premio "Racimo" de oro de las artes, Serrada, Valladolid
- 1999. Cuarta Medalla de Oro, Lorenzo, el Magnífico, II Bienal Internacional de Florencia, Italia
- 2003. Premio "La zarza de oro"
- 2005. Premio "Arquitectura y Ciudad", III Encuentro Internacional de Tudela de Duero, Valladolid